# فريتز زيمارمان
فريتز زيمارمان (بالألمانية: Fritz Zimmermann)‏ هو مبارز بالسيف ألماني، ولد في 29 مارس 1931 في دوسلدورف في ألمانيا.

## وصلات خارجية
- فريتز زيمارمان على موقع أوليمبيديا (الإنجليزية)